# Myrmotherula menetriesii
El hormiguerito gris (en Perú y Ecuador) (Myrmotherula menetriesii), también denominado hormiguerito murino (en Colombia) u hormiguerito de garganta gris (en Venezuela), es una especie de ave paseriforme de la familia Thamnophilidae perteneciente al numeroso género Myrmotherula. Es nativo de la región amazónica y del escudo guayanés en América del Sur. 

## Distribución y hábitat
Se distribuye ampliamente por el centro sur y este de Colombia, centro sur y este de Venezuela, Guyana, Surinam, Guayana francesa, este de Ecuador, este de Perú, norte y centro de Bolivia y por toda la Amazonia brasileña.
Esta especie es considerada bastante común en su hábitat natural: el estrato medio y el sub-dosel de selvas húmedas tropicales y subtropicales de regiones bajas, principalmente de terra firme, hasta los 900 m de altitud.

## Sistemática

### Descripción original
La especie M. menetriesii fue descrita por primera vez por el naturalista francés Alcide d'Orbigny en 1837 bajo el nombre científico «Myrmothera menetriesii»; la localidad tipo es «Yuracares, Bolivia».

### Etimología
El nombre genérico femenino «Myrmotherula» es un diminutivo del género Myrmothera, que se compone de las palabras del griego «murmos» que significa ‘hormiga’ y «thēras» que significa ‘cazador’; y el nombre de la especie «menetriesii», conmemora al zoólogo francés Édouard Ménétries (1802-1861).

### Taxonomía
Parece ser que esta especie es pariente cercana a Myrmotherula longipennis. Las dos generalmente son agrupadas en el llamado «complejo de hormigueritos grises», del cual también forman parte Myrmotherula axillaris, M. iheringi, M. minor, M. schisticolor, M. sunensis, M. urosticta, M. behni, M. grisea, M. unicolor y M. snowi, a pesar de que este grupo posiblemente no sea monofilético.

### Subespecies
Según las clasificaciones del Congreso Ornitológico Internacional (IOC) y Clements Checklist/eBird, se reconocen cinco subespecies, con su correspondiente distribución geográfica:
- Myrmotherula menetriesii pallida Berlepsch & Hartert, 1902 – suroeste de Venezuela (oeste de Bolívar, Amazonas), noroeste de Brasil (Roraima y Amazonas al norte del río Amazonas), este de Colombia, este de Ecuador y noreste de Perú (al norte de los ríos Amazonas y Marañón).
- Myrmotherula menetriesii cinereiventris P.L. Sclater & Salvin, 1868 – sureste de Venezuela (este de Bolívar), las Guayanas y noreste de la Amazonia brasileña (Amapá, norte de Pará).
- Myrmotherula menetriesii menetriesii (d’Orbigny, 1837) – centro este y sureste de Perú (al sur de los ríos Amazonas y Marañón), suroeste de la Amazonia brasileña (hacia el este hasta el río Madeira, al sur hasta Acre) y noroeste de Bolivia (oeste de Pando, La Paz, y a lo largo de la base de los Andes hasta el oeste de Santa Cruz).
- Myrmotherula menetriesii berlepschi Hellmayr, 1903 – centro sur de la Amazonia brasileña (del Madeira al este hasta el Tapajós y hacia el sur hasta Rondônia) y extremos centro norte y noreste de Bolivia.
- Myrmotherula menetriesii omissa Todd, 1927 – desde el Tapajós hacia el este hasta el oeste de Maranhão.